# Изабел Колгейт
Изабел Даяна Колгейт (на английски: Isabel Diana Colegate) е английска писателка и литературен агент.

## Биография
Колгейт е родена в графство Линкълншър, Източна Англия, през 1931 г. в семейството на сър Артър и Уинифред Мери Колгейт. Учи в училището Рънтън Хилс в Норфолк. През 1953 г. се омъжва за Майкъл Бригс, с когото имат двама сина и дъщеря.
През 1964 г. Колгейт издава романа си Statues in a Garden („Статуи в една градина“), в който описва живота на английско аристократично семейство в последните месеци преди Първата световна война, използвайки го за илюстрация за упадъка на традиционния начин на живот и оттеглянето на аристократичната класа от управлението на страната.
През 1981 г. романът ѝ The Shooting Party печели литературната награда „W. H. Smith“. В 1985 романът е филмиран от Алън Бриджис и неговият The Shooting Party печели няколко награди на критиката. Изабел Колгейт е член на Британското кралско литературно дружество.